# Hildebrandtiella guyanensis
Hildebrandtiella guyanensis är en bladmossart som beskrevs av William Russell Buck 1991. Hildebrandtiella guyanensis ingår i släktet Hildebrandtiella och familjen Pterobryaceae. Inga underarter finns listade i Catalogue of Life.